# Osted Sogn
Osted Sogn 
ist eine Kirchspielsgemeinde (dän.: Sogn)
auf der Insel Sjælland im südlichen Dänemark.
Bis 1970 gehörte sie zur Harde Voldborg Herred im damaligen Københavns Amt (bis 1808: Roskilde Amt), danach zur Lejre Kommune im „neuen“ Roskilde Amt, die im Zuge der  Kommunalreform zum 1. Januar 2007 in der „neuen“ Lejre Kommune in der Region Sjælland aufgegangen ist.
Im Kirchspiel leben 2750 Einwohner, davon 2241 im Kirchdorf (Stand: 1. Januar 2023).
Im Kirchspiel liegt die Kirche „Osted Kirke“.
Nachbargemeinden sind im Westen Særløse Sogn, im Norden Allerslev Sogn und im Nordosten Rorup Sogn, ferner in der östlich gelegenen Roskilde Kommune Dåstrup Sogn und in der südlich gelegenen Køge Kommune Borup Sogn.